# Stazione di Le Trayas
La stazione di Le Trayas è una fermata ferroviaria della linea Marsiglia-Ventimiglia. È situata nel territorio del comune di Saint Raphaël nel dipartimento del Varo nella regione francese Provenza-Alpi-Costa Azzurra.
È una struttura gestita dalla Société nationale des chemins de fer français (SNCF), servita da treni TER Provence-Alpes-Côte d'Azur.

## Strutture e impianti
Edificata a 31 m d'altitudine, la stazione di Trayas si trova al punto kilometrico (PK) 179,571, tra le stazioni di Anthéor-Cap-Roux e di Théoule-sur-Mer.